# San Juan Nepomuceno
San Juan Nepomuceno este un oraș din departamentul Caazapá, Paraguay.